# Régime jus

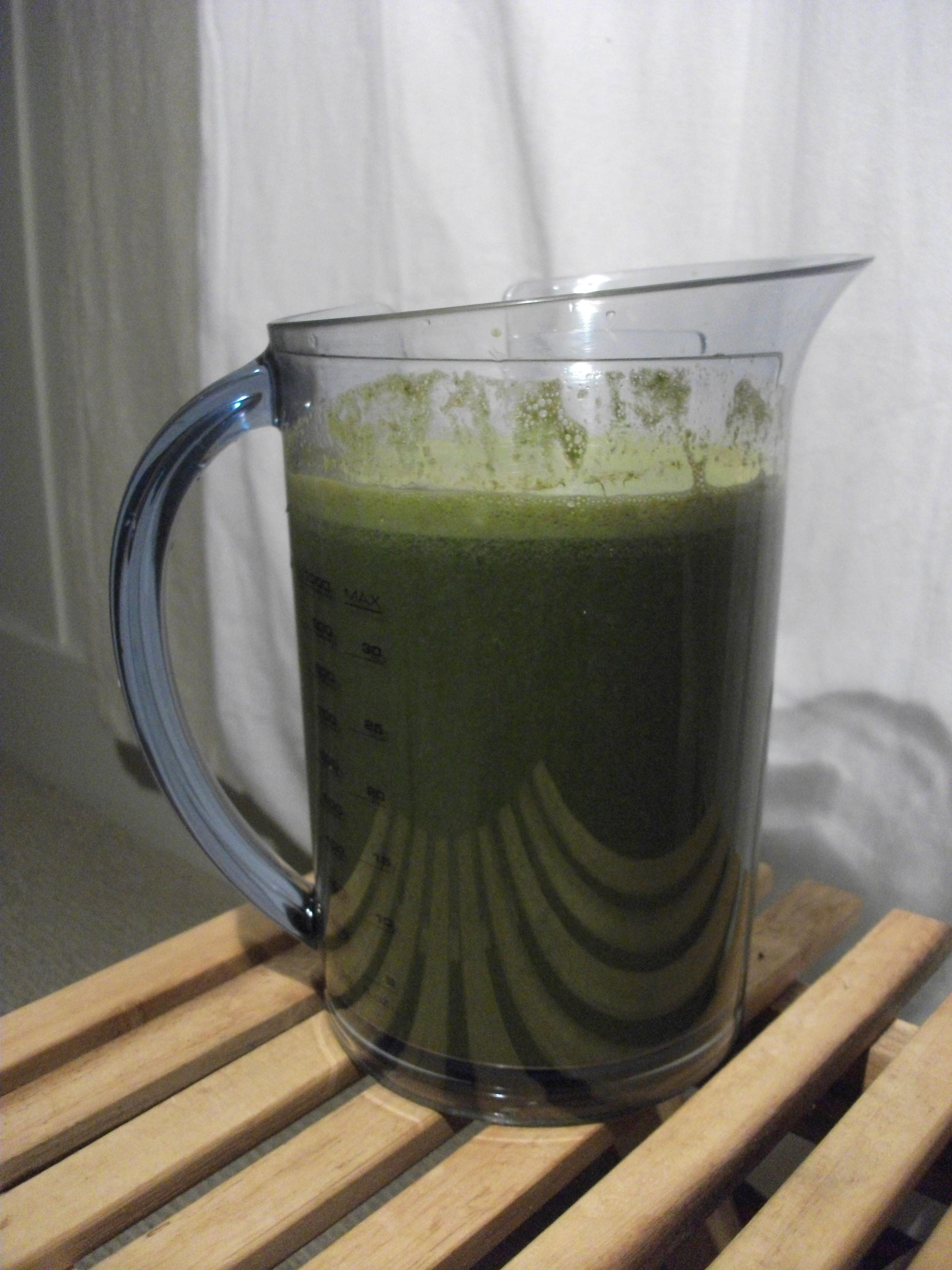
Un pichet de chou frisé, herbe de blé, chou-fleur, brocoli, carotte, pomme et citron.

Le régime jus ou cure de jus est un « régime miracle » ou régime « à la mode », dans lequel la personne ne consomme que des jus de légumes et des jus de fruits, sans consommer d'aliments solides. Il est utilisé pour la détoxication du corps, un traitement de médecine alternative et fait souvent partie des régimes de détoxication. Le régime dure généralement de deux à sept jours et implique un certain nombre de fruits et de légumes, et même d’épices, qui ne font pas partie des jus vendus ou consommés habituellement dans le régime alimentaire occidental. Ce régime est parfois promu avec des affirmations non fondées sur ses bienfaits pour la santé.

## Histoire
Le régime jus s'est développé aux États-Unis grâce à Norman W. Walker et Jay Kordich qui ont travaillé pour transformer la boisson faite de jus en un régime,. Walker est considéré comme l'un des fondateurs de la tendance à la purification par les jus en raison de ses contributions technologiques au processus d'extraction des jus et de ses promotions d'un régime alimentaire cru. En 1936, il crée les dessins du premier extracteur de jus mécanique qu'il nomme NorWalk. La version moderne, Norwalk 280, de son invention est toujours une centrifugeuse très vendue. En plus de cette nouvelle technologie, Walker est également le pionnier de la purification par les jus grâce à ses nombreux livres de cuisine qui préconisent une alimentation crue, principalement liquide. Kordich est devenu célèbre grâce à son livre, The Juiceman's Power of Juicing, qui figure au New York Times. Au cours des années 1990, Kordich travaille à la télévision, promouvant les bienfaits pour la santé d'un régime à base de jus. Kordich est également apparu dans des infopublicités faisant la promotion de son Juiceman Juicer qui, selon lui, a réalisé plus de 300 millions de dollars de ventes. Les contributions de Walker et Kordich ont propulsé le régime à sa version actuelle ,.
Au XXIe siècle, le régime jus est resté à la mode, les gens continuant à croire que les « nettoyages » périodiques au jus peuvent détoxifier leur corps des produits chimiques indésirables. La possibilité pour des célébrités célèbres, ainsi que d'autres personnes, de diffuser leurs régimes à base de jus sur Internet les a également popularisés.  La valeur estimée du marché des jus de fruits et légumes indique cette forte demande de jus. En 2020, le marché mondial des légumes et des jus était évalué à 154,1 milliards de dollars américains. Ce nombre devrait augmenter d'environ 6 % pour atteindre 257,17 milliards de dollars d'ici 2025. Le succès du marché des jus reflète l'utilisation des jus comme moyen de nettoyer le corps.

## Reproches et critiques
Les allégations de bienfait pour la santé du régime jus ne sont pas étayées par des preuves scientifiques,,.
Catherine Collins, diététicienne en chef de l'hôpital St George's, University of London, a déclaré que le concept de détoxication est un mythe marketing plutôt qu'une réalité physiologique. L'idée qu'une avalanche de vitamines, de minéraux et de laxatifs prise sur une période de 2 à 7 jours puisse avoir un effet bénéfique et à long terme sur le corps est également un mythe marketing.
Les régimes de détoxication, en fonction de leur type et de leur durée, sont potentiellement dangereux et peuvent causer divers problèmes de santé, notamment une perte musculaire et une accumulation malsaine des graisses après la fin de la désintoxication, par effet rebond.
Un expert a noté les risques potentiels du régime jus dans The Gale Encyclopedia of Diets : « Les principaux risques pour la santé des jeûnes à base de jus comprennent les crises métaboliques chez les patients atteints de diabète non diagnostiqué ou d’hypoglycémie ; étourdissements ou évanouissements dus à une baisse soudaine de la tension artérielle ; diarrhée, qui peut entraîner une déshydratation et un déséquilibre des électrolytes dans le corps ; et des carences en protéines ou en calcium à la suite de jeûnes à base de jus à long terme non supervisés ».
Les mélanges de jus contenant du jus de pamplemousse peuvent interagir négativement avec le métabolisme de certains médicaments sur ordonnance, ou compléments alimentaires. Le pamplemousse est particulièrement connu pour être dangereux lorsqu'il est consommé lors de la prise de nombreux médicaments courants. C'est un inhibiteur enzymatique du CYP3A4 (isoenzyme du cytochrome P450) de la détoxication hépatique, il diminue fortement le métabolisme hépatique de ces médicaments et en augmente donc dangereusement leurs taux sanguins, amenant des risques graves tels que le déclenchement de torsades de pointe au niveau cardiaque, mortels en seulement 6 secondes.